# Masashi Kamekawa
Masashi Kamekawa (jap. 亀川 諒史 Kamekawa Masashi; ur. 28 maja 1993) – japoński piłkarz. Obecnie występuje w Avispa Fukuoka.

## Kariera klubowa
Od 2012 do 2014 roku występował w klubie Shonan Bellmare. Od 2015 roku gra w zespole Avispa Fukuoka.

## Kariera reprezentacyjna
Został powołany do kadry na Igrzyska Olimpijskie w 2016 roku.